# Haßmersheim

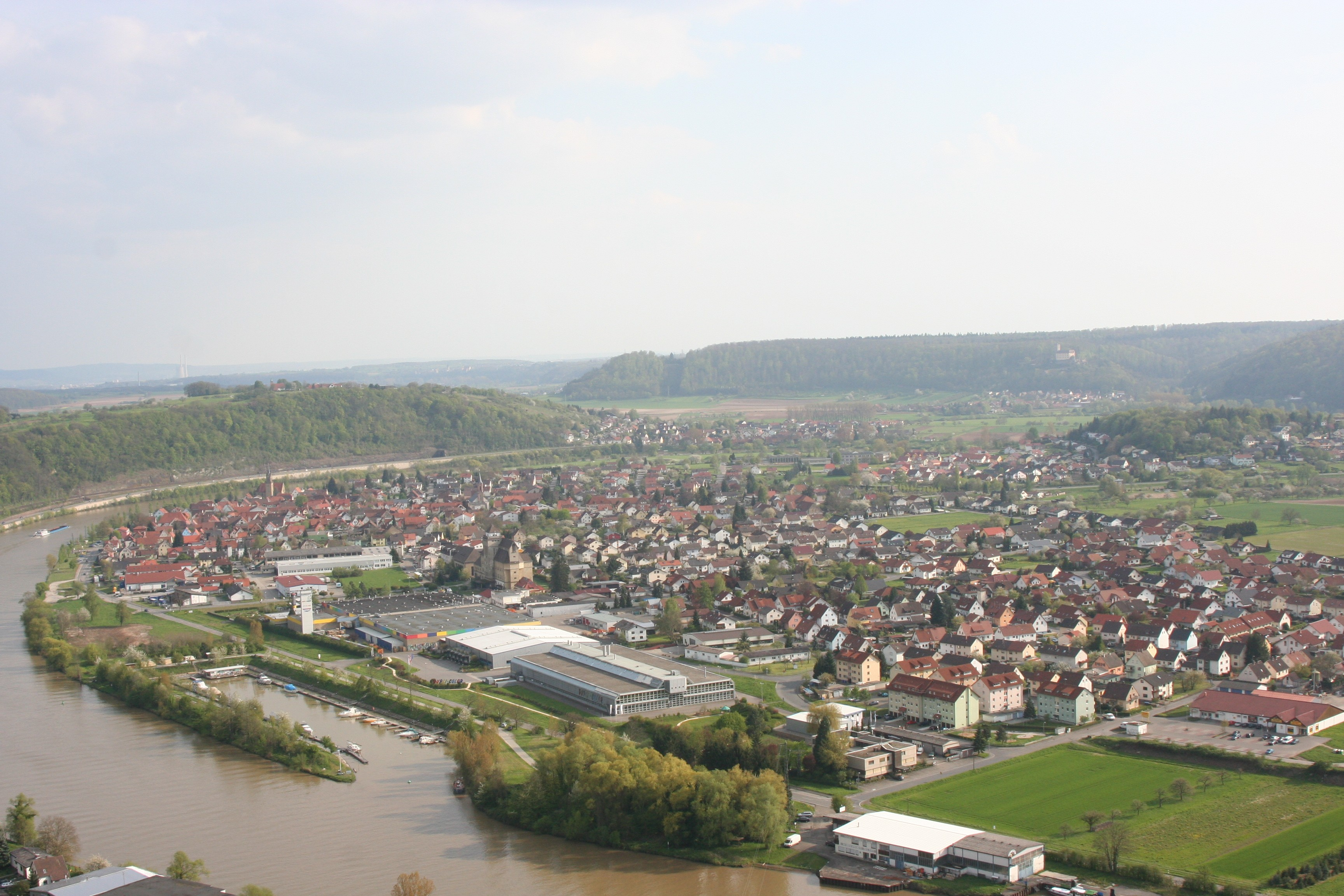
Haßmersheim von der Burg Hornberg aus gesehen

Haßmersheim ist eine Gemeinde im Neckar-Odenwald-Kreis in Baden-Württemberg. Sie gehört zur europäischen Metropolregion Rhein-Neckar.

## Geographie

### Geographische Lage
Haßmersheim liegt im Neckartal in 140 bis 297 Meter Höhe am Rande des Neckar-Odenwald-Kreises und des Odenwaldes. Der Ort wird gelegentlich von Hochwassern heimgesucht, im Süden mündet der Dölchengraben von links in den Neckar. Ebenfalls im Süden grenzt die Gemarkung an den Landkreis Heilbronn.

### Nachbargemeinden
Folgende Städte und Gemeinden grenzen an Haßmersheim (im Uhrzeigersinn, beginnend im Westen): Hüffenhardt, Obrigheim, Mosbach, Neckarzimmern (alle Neckar-Odenwald-Kreis), Gundelsheim, Bad Rappenau und Siegelsbach (alle Landkreis Heilbronn). Mit der Gemeinde Hüffenhardt hat Haßmersheim die Verwaltungsgemeinschaft Haßmersheim-Hüffenhardt vereinbart.

### Gemeindegliederung
Zur Gemeinde Haßmersheim gehören die ehemaligen Gemeinden Hochhausen und Neckarmühlbach. Zur Gemeinde Haßmersheim in den Grenzen vom 31. Dezember 1971 gehört das Dorf Haßmersheim. Zur ehemaligen Gemeinde Hochhausen gehören das Dorf Hochhausen und das Gehöft Finkenhof. Zur ehemaligen Gemeinde Neckarmühlbach gehören das Dorf Neckarmühlbach, die Burg Guttenberg und die Häuser Staustufe. In der Gemeinde Haßmersheim im Gebietsstand vom 31. Dezember 1971 liegt – nicht mit Sicherheit belegt – die Wüstung Hanloch.

### Geologie
Nach Haßmersheim sind die so genannten Haßmersheimer Schichten benannt, eine fossilienführende Tonstein- und Tonmergelschicht im Oberen Muschelkalk, die ihn horizontal in zwei Aquifere teilt.

## Geschichte

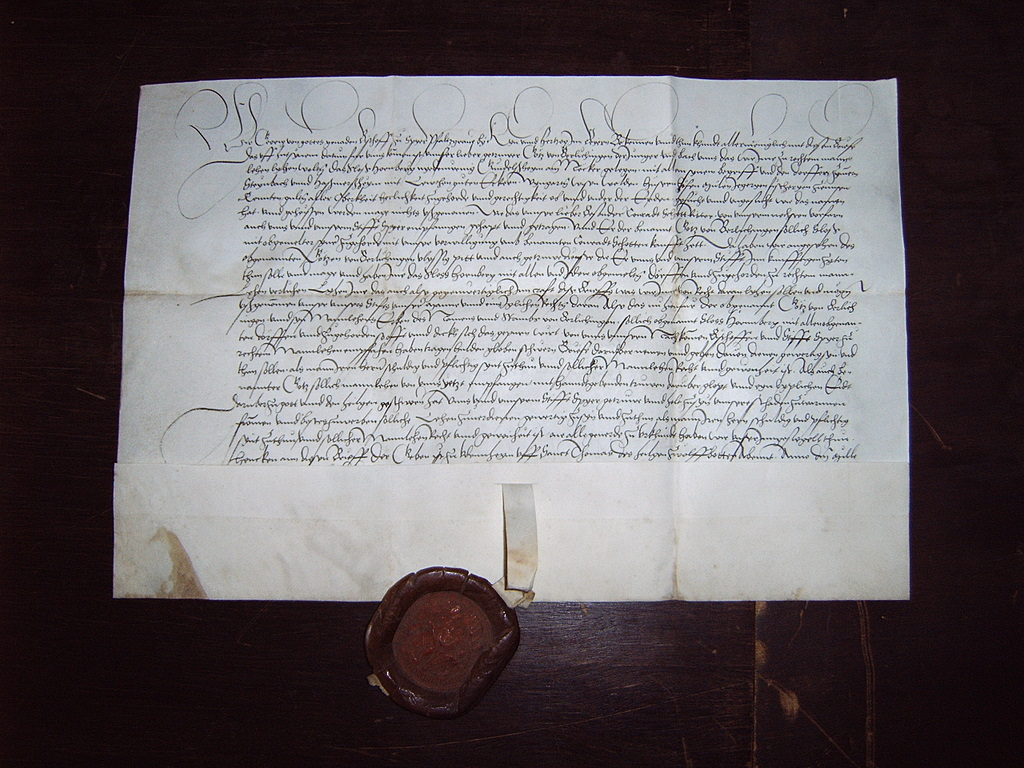
Mit dieser Urkunde wurde Götz von Berlichingen mit Burg Hornberg und Haßmersheim belehnt.

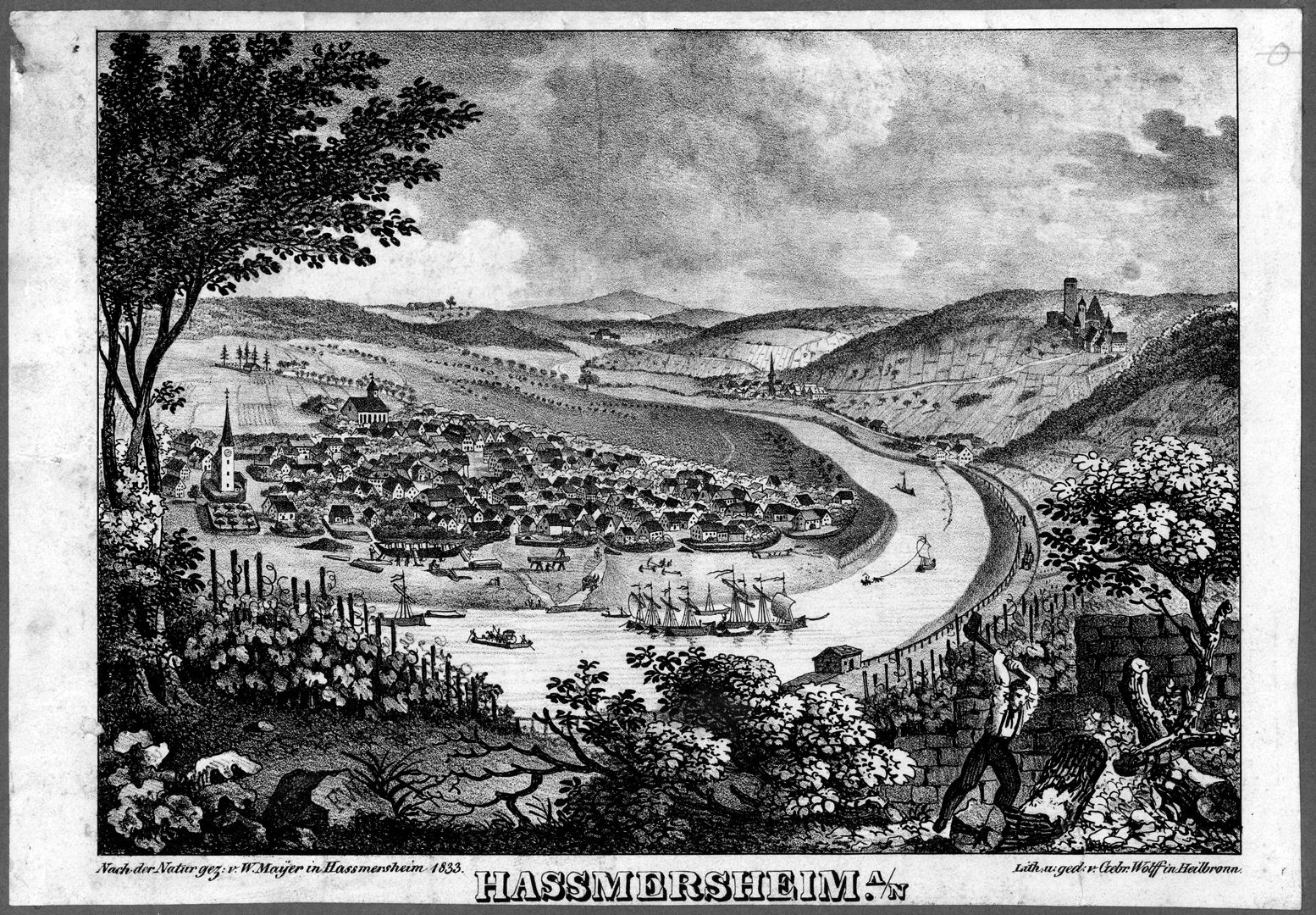
Ansicht von Haßmersheim (1833)

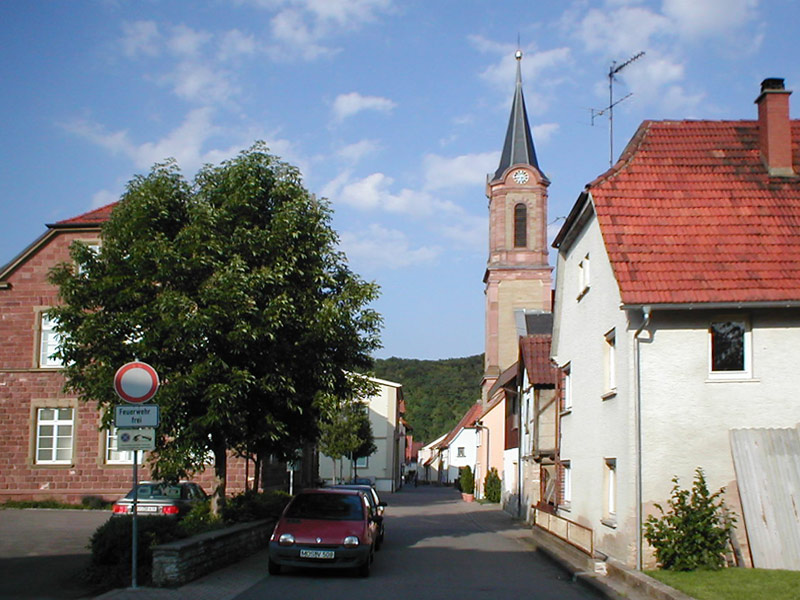
Alte Ortsstraße von Haßmersheim

### Bis zum 17. Jahrhundert
Der Ort Haßmersheim wurde erstmals am 7. Juni 774 als „Hasmarsheim“ im Lorscher Codex unter der Urkunden Nr. 2431 erwähnt. Weitere Schenkungen sind unter der Urkunden Nr. 2432 und 2433 eingetragen. In der Urkunde Nr. 2447 wird am 31. Dezember 792 der bekannte Name „Asmaresheim“ verwendet. Auch die heutigen Teilorte Hochhausen und Neckarmühlbach wurden bereits 788 bzw. 856 erwähnt.
Haßmersheim wird früh im fränkischen Gau Wingarteiba gesehen, der 976 an das Domkapitel Worms kam; wird aber ebenfalls früh auch dem Neckargau zugeordnet. Der Ort selbst wurde 1011 von Kaiser Konrad II. an das Domkapitel verschenkt.
In dieser Zeit tauchen in den Urkunden auch die Grafen von Lauffen als Lehensnehmer von Haßmersheim und Burg Hornberg auf der gegenüberliegenden Neckarseite auf. Später waren sie wohl Gaugrafen und hatten auch die Aufsicht über die Neckarschifffahrt in ihrem Bereich. Auch später wurde Haßmersheim, oder Teile davon, oft gemeinsam mit Burg Hornberg bzw. einem Teilbesitz von Burg Hornberg als Lehen vergeben. 1325 fiel der Ort durch Erbteilung der Herren von Weinsberg an Konrad V. und Engelhard-Konrad von Weinsberg. 1330 wird erstmals die Haßmersheimer Fähre erwähnt. In einer Urkunde des Kaisers Karl IV. vom 20. April 1366 werden dem Hochstift Speyer seine Rechte und Besitzungen erneuert. Unter den aufgeführten Orten: duo castra Hornberg, super flumine Neckar cum villis Zummern (Neckarzimmern), Hasmersheim, Steinbach. 1411 erwarb der Deutsche Orden den Ort, 1416 verkaufte Pfalzgraf Otto seinen Anteil am Ort. 1457 wurde der Ort an Hans den Reichen von Gemmingen verpfändet, der seit 1449 bereits Burg Guttenberg besaß.
1474 verlor Lutz Schott von Schottenstein den Ort an die Kurpfalz. 1504 konnte sein Sohn Conz Schott von Schottenstein den Familienbesitz vom Pfalzgrafen wieder zurückerobern. Zwei danach geführte Prozesse um diesen zurückeroberten Besitz gewann er. 1517 erwarb Götz von Berlichingen Burg Hornberg gemeinsam mit Haßmersheim, Steinbach und Neckarzimmern als Lehen. 1554 ist ein Bürgermeister nachgewiesen, 1555 wurde die Kurpfalz und damit auch Haßmersheim reformiert, der Ort war durch die Glaubenswechsel in der Kurpfalz bis ins 18. Jahrhundert jedoch mehreren Glaubenswechseln unterzogen.
Im Dreißigjährigen Krieg wurde der Ort mehrfach verwüstet, darunter im Sommer 1622 nach der Schlacht bei Wimpfen. 1624 wird Haßmersheim mit anderen Orten im Neckartal von Tilly zur Erzwingung der Übergabe von Heidelberg geplündert. 1626 und 1635 herrscht die Pest in Haßmersheim. Zur Wiederbesiedlung des Ortes wurden nach 1660 Aussiedler aus der Schweiz und aus der Steyermark aufgenommen. Eine weitere Pestwelle suchte den Ort 1666 heim.

### 18. und 19. Jahrhundert
Da es im Ort Angehörige mehrerer Glaubensrichtungen (rk, luth. ref) gab, wurde 1711 eine lutherische Kirche und 1729 ein Gotteshaus der reformierten Gemeinde errichtet. Bereits im Jahre 1699 ging die bestehende Kirche am Neckar in den Besitz der römisch-katholischen Kirche über.
Von 1792 bis 1799 wurde der Ort während der Französischen Revolutionskriege von den Franzosen geplündert. 1813 waren Kosaken für einige Wochen einquartiert. 1817 herrschte eine Hungersnot. Am 30. Oktober 1824 riss die schwerste Hochwasserkatastrophe des 19. Jahrhunderts im Ort zwei Häuser mit. Auch das 1729 errichtete Kirchengebäude der reformierten Kirchengemeinde wurde durch das Hochwasser stark beschädigt.
Einst galt Haßmersheim als größtes Schifferdorf Süddeutschlands. Seit dem 1. Oktober 2023 führt Haßmersheim daher die offizielle Zusatzbezeichnung „Schifferdorf“. 1809 bestand bereits eine eigene Zunft. 1812 waren von den 250 Einwohnern 51 Schiffer. 1860 gab es 73 Schiffer mit eigenen Fahrzeugen. Von hier nahmen die Vorfahren von Theodor Heuss im Jahr 1840 den ersten Schiffsverkehr von Heilbronn nach Holland auf.

### 20. Jahrhundert
In den Jahren 1917 und 1918 wurde das Reichsschwefelwerk in Haßmersheim erbaut, in dem mit aus dem Gipsstollen in Neckarzimmern gewonnenen Gips das kriegswichtige Schwefel produziert wurde. Das Werk wurde nach 1919 aufgrund des Versailler Vertrages größtenteils demontiert. Während des Zweiten Weltkriegs bombardierten die Alliierten Haßmersheim am 22. März 1945 gegen 10:45 Uhr, wodurch der Luftdruck einer explodierenden Fliegerbombe das Anwesen Metzgers in der Neckarstraße vollständig zerstörte. 5 Tage später verließ die gesamte Organisation Todt den Ort. Am 30. März 1945 sprengten die Deutschen die sogenannte Russenbrücke, die Haßmersheim mit Neckarzimmern verband, wobei sie auch die anliegenden Schiffe versenkten.
1930 hatte Haßmersheim rund 1730 Einwohner. 1935 wurde die Kanalisierung des Neckars von Mannheim bis Heilbronn vollendet. 1936 wurde die neue Neckarfähre eröffnet. 1939 wurden 1644 Einwohner gezählt, Ende 1945 waren es 1799.
Am 1. Januar 1972 wurde Hochhausen eingemeindet. Am 1. Februar 1972 kam Neckarmühlbach hinzu. 1975 bildeten Haßmersheim mit Hochhausen und Neckarmühlbach sowie Hüffenhardt mit Kälbertshausen die Verwaltungsgemeinschaft Haßmersheim-Hüffenhardt mit Sitz in Haßmersheim. 1978 hatte die Gemeinde Haßmersheim rund 4150 Einwohner. 1988 fand ein Bürgerentscheid zugunsten des Erhalts der Fähre statt.

## Religionen
Mit den mehrfachen Konfessionswechseln in der Kurpfalz war Haßmersheim ab 1554 reformiert, ab 1555 lutherisch, später calvinistisch-reformiert, ab 1585 wieder reformiert, 1648 wieder calvinistisch-reformiert. Ab 1698 sind wieder Katholiken am Ort nachgewiesen, im Jahr 1711 wurde die Kurpfalz erneut katholisch. Da es im Ort Angehörige beider Glaubensrichtungen gab, wurde die Ortskirche zeitweilig als Simultankirche genutzt. Beide Konfessionen haben ihre Kirchen seitdem erneuert. Haßmersheim ist heute überwiegend evangelisch geprägt. Es gibt jedoch auch eine römisch-katholische und eine neuapostolische Gemeinde.

## Politik

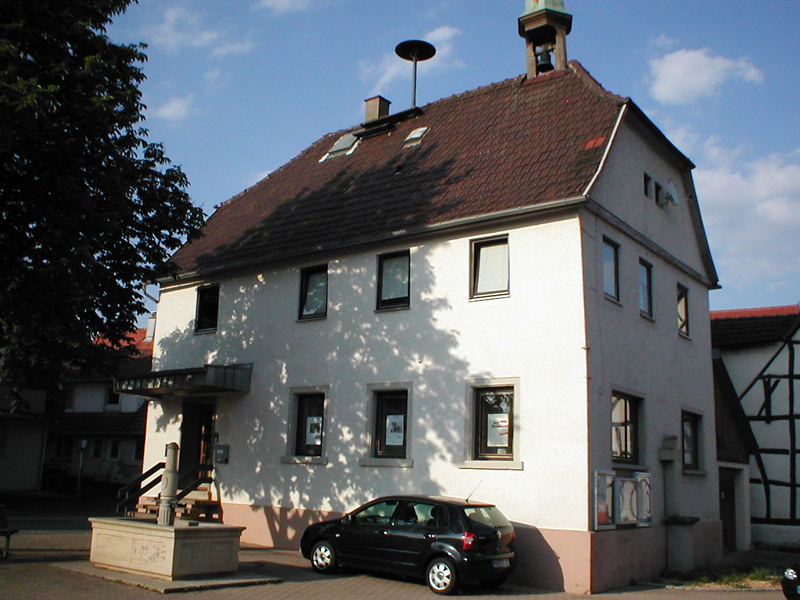
Altes Rathaus

### Bürgermeister
- 1610–1635: Eberhard Kaufmann
- 1636: Hans Schmidt
- 1640–1644/45: Heinrich Geltenbrodt
- 1653, 1655: Martin Raudenbusch
- vor 1654: Hans Kessler
- 1655: Hans Conrad Goß
- ca. 1655–1666: Sebastian Edinger
- 1668/69: Wendel Klee, alt
- ca. 1669–1689: Wendel Klee, jg.
- 1680: Johannes Ritter
- 1690: Johann Christof Goß
- 1691–1703: Johann Christoph Oswald Herdtegen
- vor 1789: Johann Leonhard Dörr
- 1791–1809: Johann Peter Dörr
- 1809–1814: Christoph Kessler, jg.
- 1814–1822: Franz Schadt
- 1822–1837: Benjamin Heuß IV.
- 1837–1843: Georg Frank
- 1843–1848: Louis Kessler
- 1848–1850: Georg Heinrich Heuß
- 1850–1865: Friedrich Kühnle
- 1865–1888: Benjamin VI. Heinrich Heuß
- 1888–1890: Karl Heuß
- 1890–1923: Heinrich Witter
- 1923–1945: Karl Heck
- 1945–1946: Adam Schmitt
- 14. Januar 1946 bis 31. Dezember 1961: Martin Schmitt
- 1. Januar 1962 bis 31. Dezember 1989: Norbert Ackermann
- 1. Januar 1990 bis 11. Januar 2014: Marcus Dietrich
- 12. Januar 2014 bis Juli 2021: Michael Salomo[11]
- seit 1. November 2021: Christian Ernst

Michael Salomo wurde am 20. Juni 2021 zum Oberbürgermeister der Stadt Heidenheim an der Brenz gewählt und trat sein Amt am 1. August 2021 an. Am 26. September 2021 wurde Christian Ernst zum neuen Bürgermeister von Haßmersheim gewählt.

### Gemeinderat
In Haßmersheim wird der Gemeinderat nach dem Verfahren der unechten Teilortswahl gewählt. Diese garantiert den Ortsteilen eine festgelegte Anzahl von Sitzen. Der Gemeinderat hat normalerweise 16 Mitglieder. Dabei kann sich die Zahl der Gemeinderäte durch Überhangmandate (Ausgleichssitze) verändern. 2024 besteht er aus 16 gewählten ehrenamtlichen Gemeinderäten und dem Bürgermeister als Vorsitzendem. Der Bürgermeister ist im Gemeinderat stimmberechtigt.
Die Kommunalwahl am 9. Juni 2024 führte zu folgendem Ergebnis.
| Parteien und Wählergemeinschaften | Parteien und Wählergemeinschaften                                    | % 2024 | Sitze 2024 | % 2019 | Sitze 2019 | Kommunalwahl 2024 %50403020100 43,2 %29,1 %21,9 %5,8 % FWCDUSPDGLGewinne und Verlusteim Vergleich zu 2019 %p 8 6 4 2 0 −2 −4 −6 −8+6,8 %p+4,5 %p−3,5 %p−7,9 %pFWCDUSPDGL |
| FW                                | Freie Wähler                                                         | 43,2   | 7          | 36,4   | 6          | Kommunalwahl 2024 %50403020100 43,2 %29,1 %21,9 %5,8 % FWCDUSPDGLGewinne und Verlusteim Vergleich zu 2019 %p 8 6 4 2 0 −2 −4 −6 −8+6,8 %p+4,5 %p−3,5 %p−7,9 %pFWCDUSPDGL |
| CDU/UFW                           | Christlich Demokratische Union Deutschlands/Unabhängige Freie Wähler | 29,1   | 5          | 24,6   | 4          | Kommunalwahl 2024 %50403020100 43,2 %29,1 %21,9 %5,8 % FWCDUSPDGLGewinne und Verlusteim Vergleich zu 2019 %p 8 6 4 2 0 −2 −4 −6 −8+6,8 %p+4,5 %p−3,5 %p−7,9 %pFWCDUSPDGL |
| SPD                               | SPD                                                                  | 21,9   | 3          | 25,4   | 5          | Kommunalwahl 2024 %50403020100 43,2 %29,1 %21,9 %5,8 % FWCDUSPDGLGewinne und Verlusteim Vergleich zu 2019 %p 8 6 4 2 0 −2 −4 −6 −8+6,8 %p+4,5 %p−3,5 %p−7,9 %pFWCDUSPDGL |
| GL                                | Grüne Liste                                                          | 5,8    | 1          | 13,7   | 2          | Kommunalwahl 2024 %50403020100 43,2 %29,1 %21,9 %5,8 % FWCDUSPDGLGewinne und Verlusteim Vergleich zu 2019 %p 8 6 4 2 0 −2 −4 −6 −8+6,8 %p+4,5 %p−3,5 %p−7,9 %pFWCDUSPDGL |
| gesamt                            | gesamt                                                               | 100,0  | 16         | 100,0  | 17         | Kommunalwahl 2024 %50403020100 43,2 %29,1 %21,9 %5,8 % FWCDUSPDGLGewinne und Verlusteim Vergleich zu 2019 %p 8 6 4 2 0 −2 −4 −6 −8+6,8 %p+4,5 %p−3,5 %p−7,9 %pFWCDUSPDGL |
| Wahlbeteiligung                   | Wahlbeteiligung                                                      | 60,5 % | 60,5 %     | 59,7 % | 59,7 %     | Kommunalwahl 2024 %50403020100 43,2 %29,1 %21,9 %5,8 % FWCDUSPDGLGewinne und Verlusteim Vergleich zu 2019 %p 8 6 4 2 0 −2 −4 −6 −8+6,8 %p+4,5 %p−3,5 %p−7,9 %pFWCDUSPDGL |

### Wappen
Die Blasonierung lautet: In geteiltem Schild oben von Blau und Silber (Weiß) schräggerautet, unten in Silber (Weiß) an schwarzem Rebast mit zwei grünen Blättern eine blaue Traube. Die silber/weiß-blauen Wecken dokumentieren dabei die Zugehörigkeit zur ehemaligen Kurpfalz, während die Traube die einstige Bedeutung des Weinbaus in der Gemeinde bezeugt.

### Partnergemeinden
- Chartres-de-Bretagne (Département Ille-et-Vilaine, Frankreich)
- Oderwitz (Sachsen, Deutschland)

## Wirtschaft und Infrastruktur

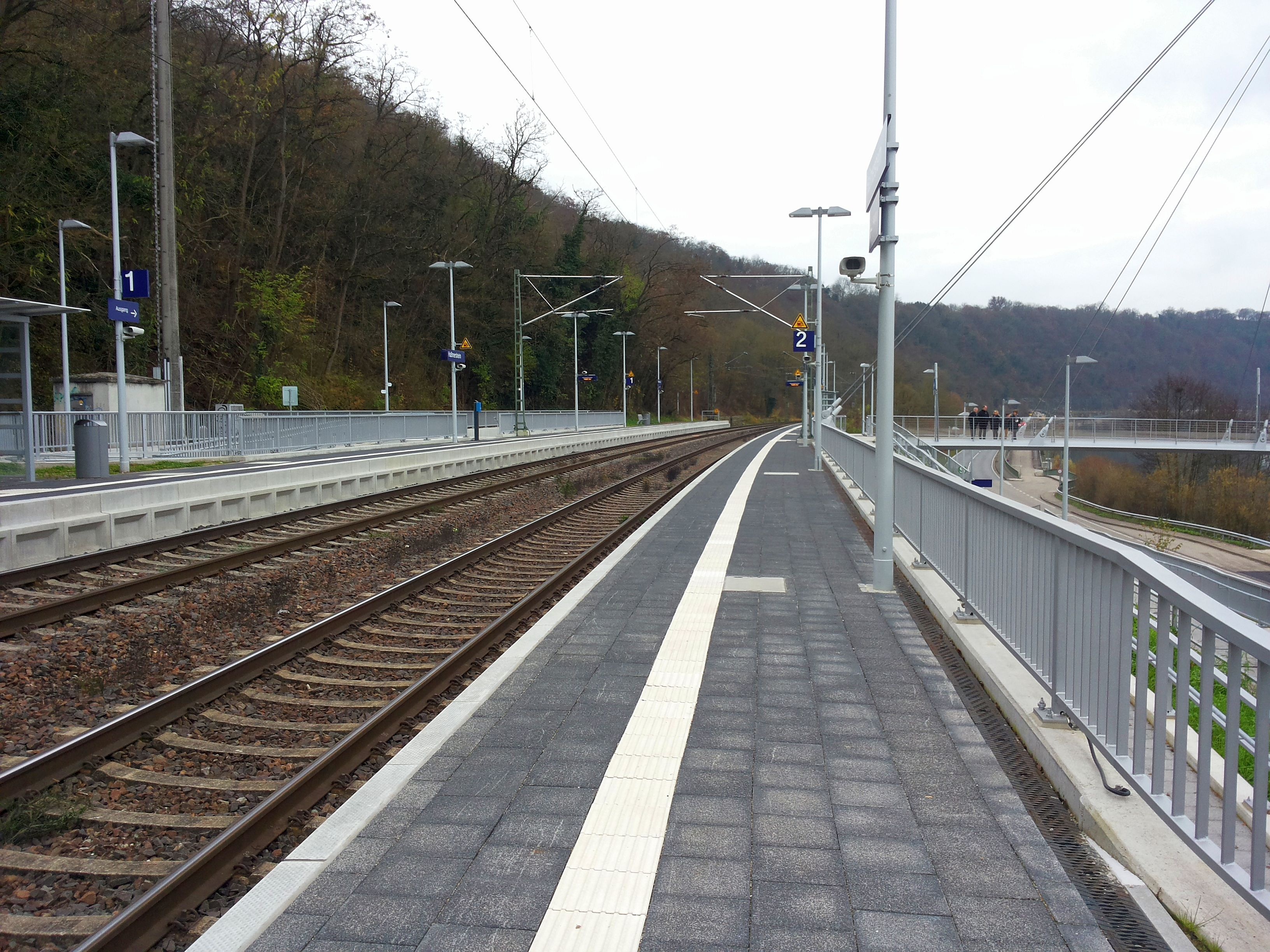
Zughaltestelle Haßmersheim (Sanierung im September 2014)

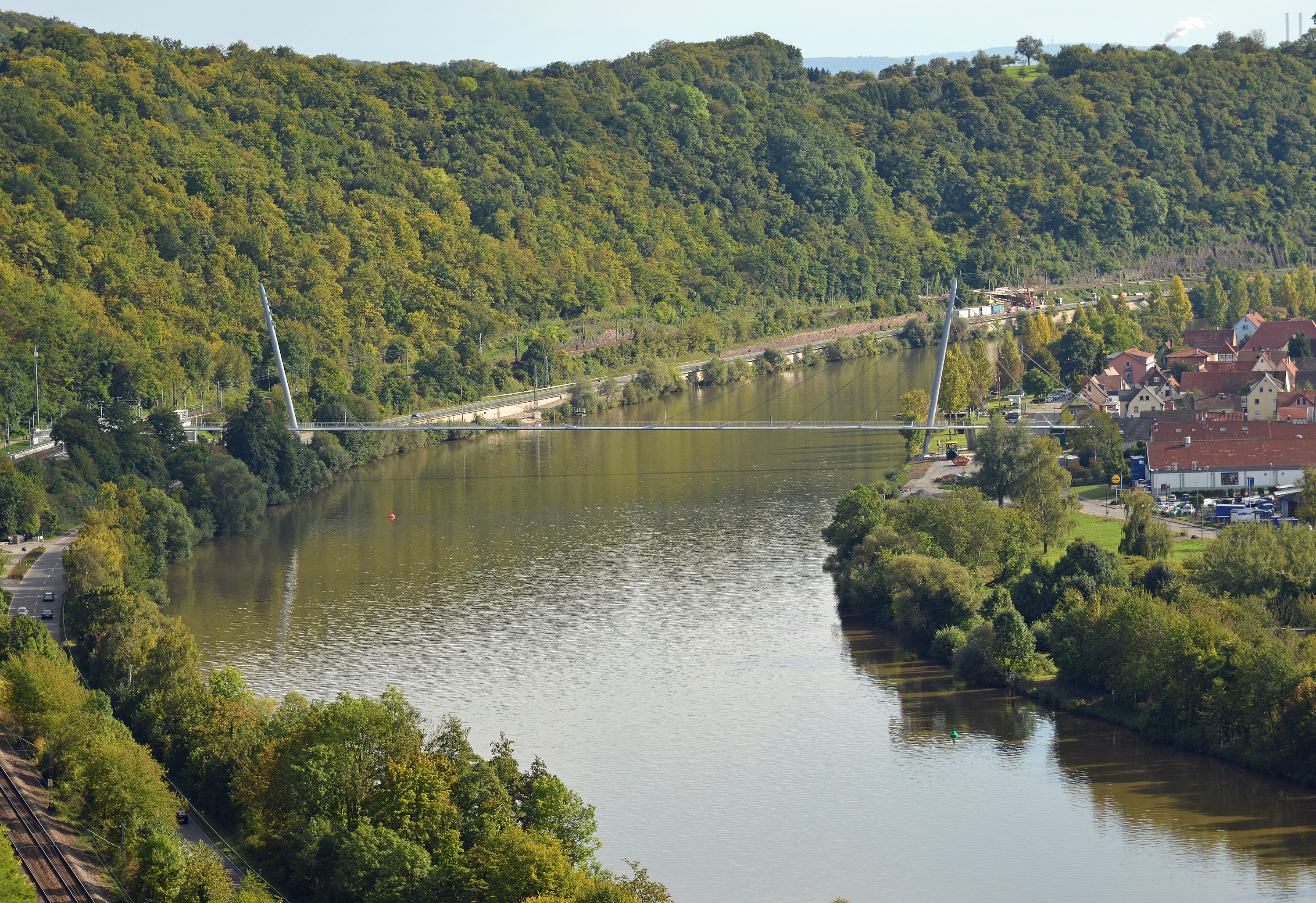
Fußgängerbrücke in Haßmersheim (eröffnet im September 2014)

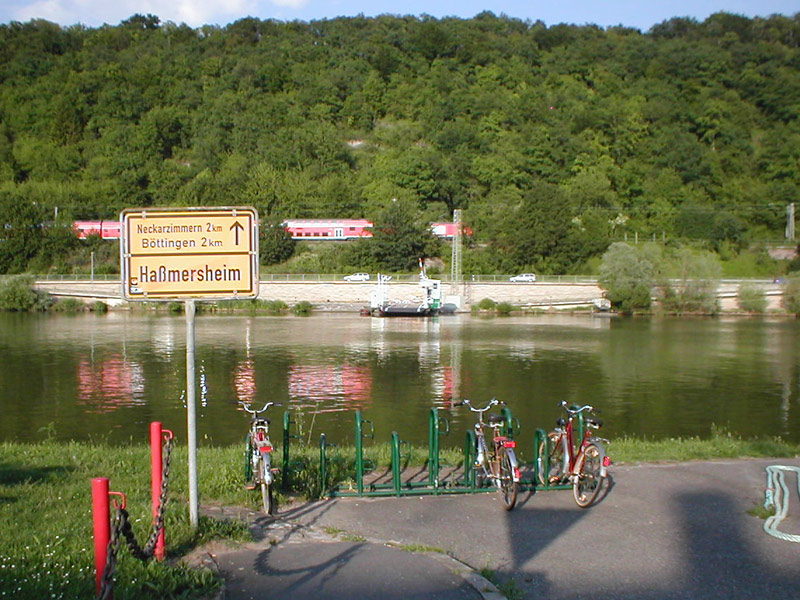
Die Haßmersheimer Kettenfähre verkehrte bis zur Eröffnung der Brücke im September 2014.

### Verkehr

#### Schienenverkehr

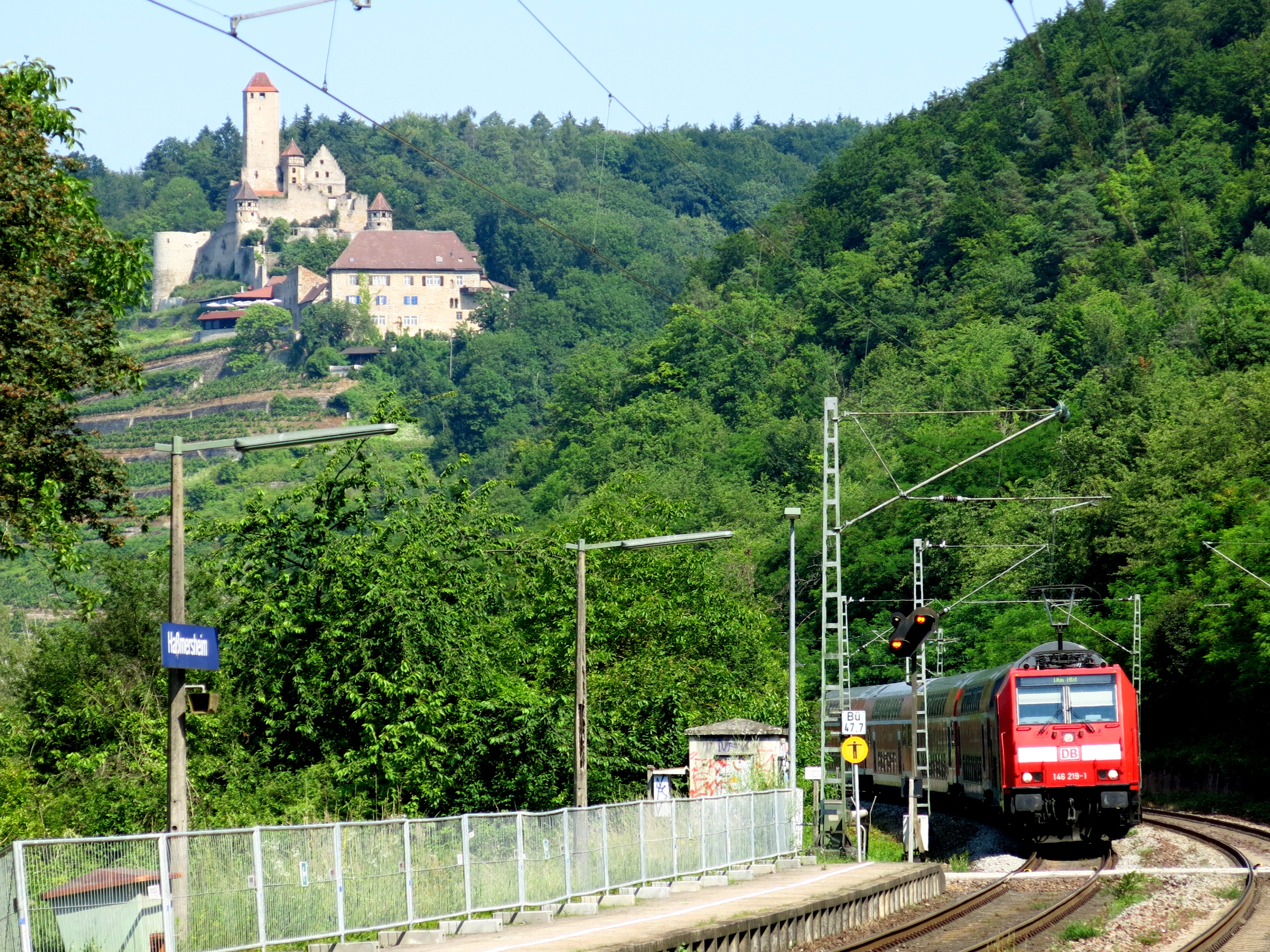
Die Neckartalbahn bei Haßmersheim mit Burg Hornberg

Die Bahnstation Haßmersheim liegt auf der gegenüberliegenden Neckarseite und ist über eine Fußgänger- und Fahrradbrücke zu erreichen. Von hier besteht über die Neckartalbahn eine direkte Verbindung mit der Stadtbahnlinie S41 der Stadtbahn Heilbronn in Richtung Bad Friedrichshall–Neckarsulm–Heilbronn bzw. Neckarelz–Mosbach. Es hielten Regionalbahnen der Relation Mosbach-Neckarelz–Bad Friedrichshall–Heilbronn im Stundentakt in Haßmersheim, die mehrmals täglich auch weiter nach Stuttgart(–Ulm) fuhren, und vereinzelt Regionalexpress-Züge der Relation Mannheim-Heidelberg-Mosbach-Heilbronn. Diese wurden zum Fahrplanwechsel 2014/2015 am 14. Dezember 2014 mehrheitlich durch die S41 ersetzt, die in der Regel im Stundentakt verkehrt.
Bis zur Eröffnung der Fußgängerbrücke im September 2014 gab es die elektrisch betriebene Fähre Haßmersheim.

#### Straßenverkehr
Ebenfalls auf der gegenüberliegenden Neckarseite verläuft die B 27. Diese ist aber nur im Norden über Neckarelz oder im Süden über Gundelsheim erreichbar. Die nächste Autobahnauffahrt (Bad Rappenau) zur A 6 (Mannheim – Stuttgart) befindet sich in 15 km Entfernung.

#### Radverkehr
Durch eine Alltagsroute aus dem Radnetz Baden-Württemberg ist Haßmersheim über Neckarzimmern mit Mosbach und in der anderen Richtung über Gundelsheim und Offenau mit Bad Friedrichshall verbunden; erstere Verbindung führt jedoch über die Schleusenbrücke von Neckarzimmern, über Treppen.
Der Neckartal-Radweg verläuft als Radfernweg vom Neckarursprung in Villingen-Schwenningen am Neckar entlang bis zu dessen Mündung in den Rhein bei Mannheim.

### Ansässige Unternehmen
- European Aerosols GmbH: (vormals Motip-Dupli) Hersteller von Lack-Sprühdosen (Hauptproduktionsstandort in Deutschland)
- Fibro GmbH: Werkzeug- und Maschinenfabrik; Tochterunternehmen des Heilbronner Unternehmens Läpple. Produktbereiche: Rundtische und Werkzeugbau – Normalien; Fibro Läpple Technologie GmbH, weiteres Tochterunternehmen der Läpple AG.

### Bildungseinrichtungen
Mit der Friedrich-Heuß-Schule verfügt Haßmersheim über eine Gemeinschaftsschule. Daneben haben sowohl die Volkshochschule Mosbach als auch die Musikschule Mosbach eine Außen- bzw. Zweigstelle in Haßmersheim. Außerdem gibt es vier kommunale, einer davon ein Waldkindergarten, sowie einen katholischen Kindergarten.

## Kultur und Sehenswürdigkeiten
Haßmersheim gehört zum Naturpark Neckartal-Odenwald und liegt an mehreren regionalen und überregionalen Freizeitrouten, nämlich an der Burgenstraße, an der Schwäbischen Dichterstraße, am Fernwanderweg Neckarsteig, am Neckartal-Radweg und am Salz & Sole-Radweg.

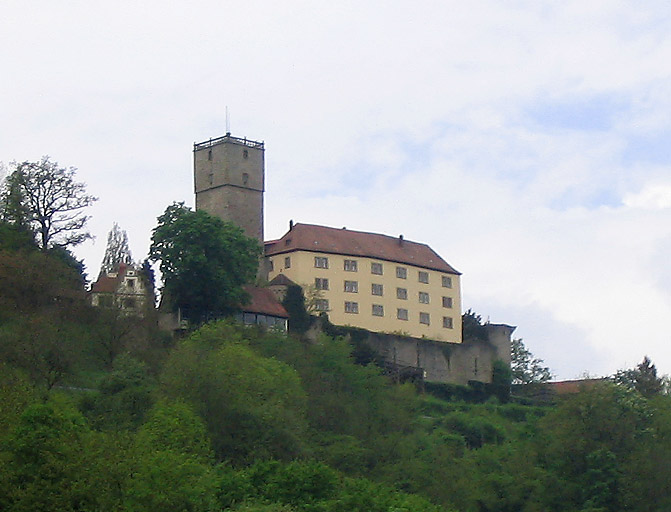
Burg Guttenberg im Ortsteil Neckarmühlbach

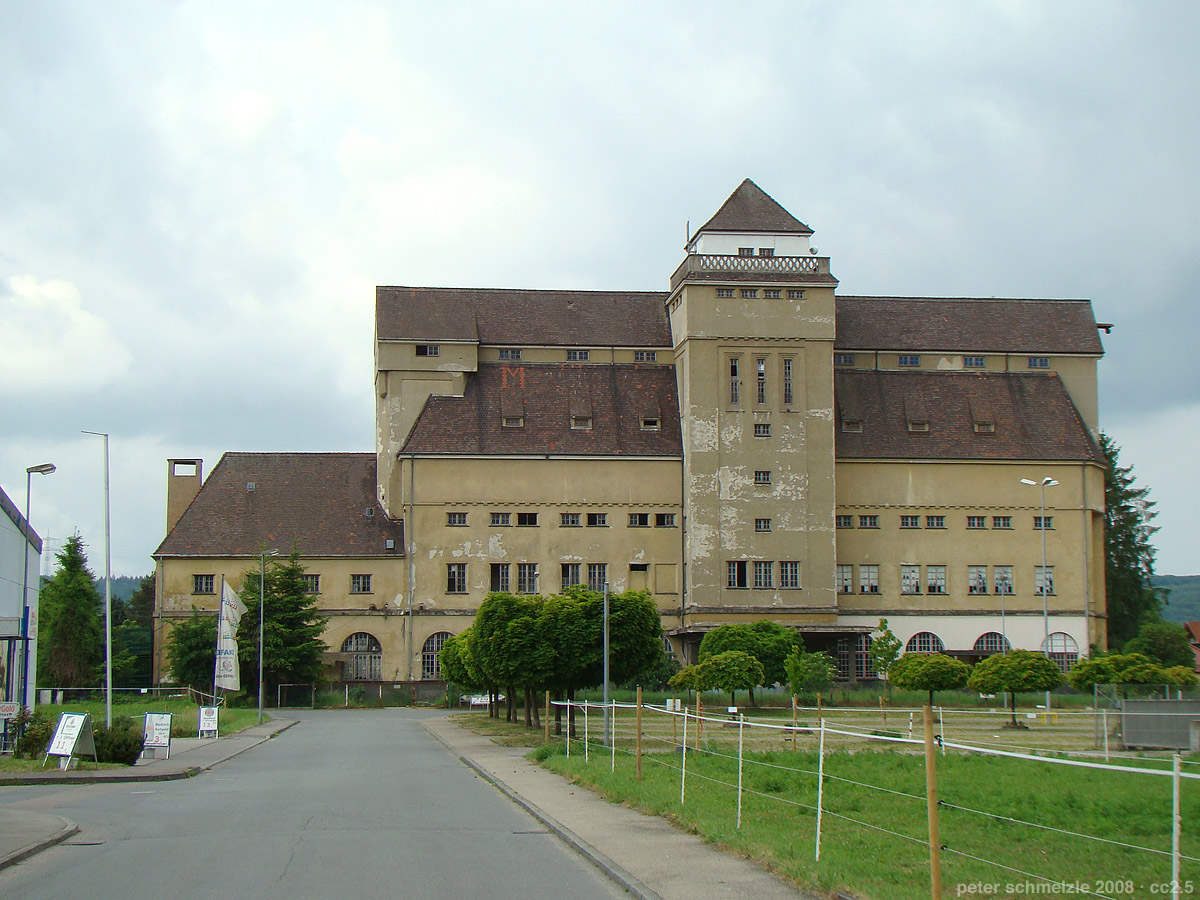
Alte Mälzerei Haßmersheim

### Bauwerke

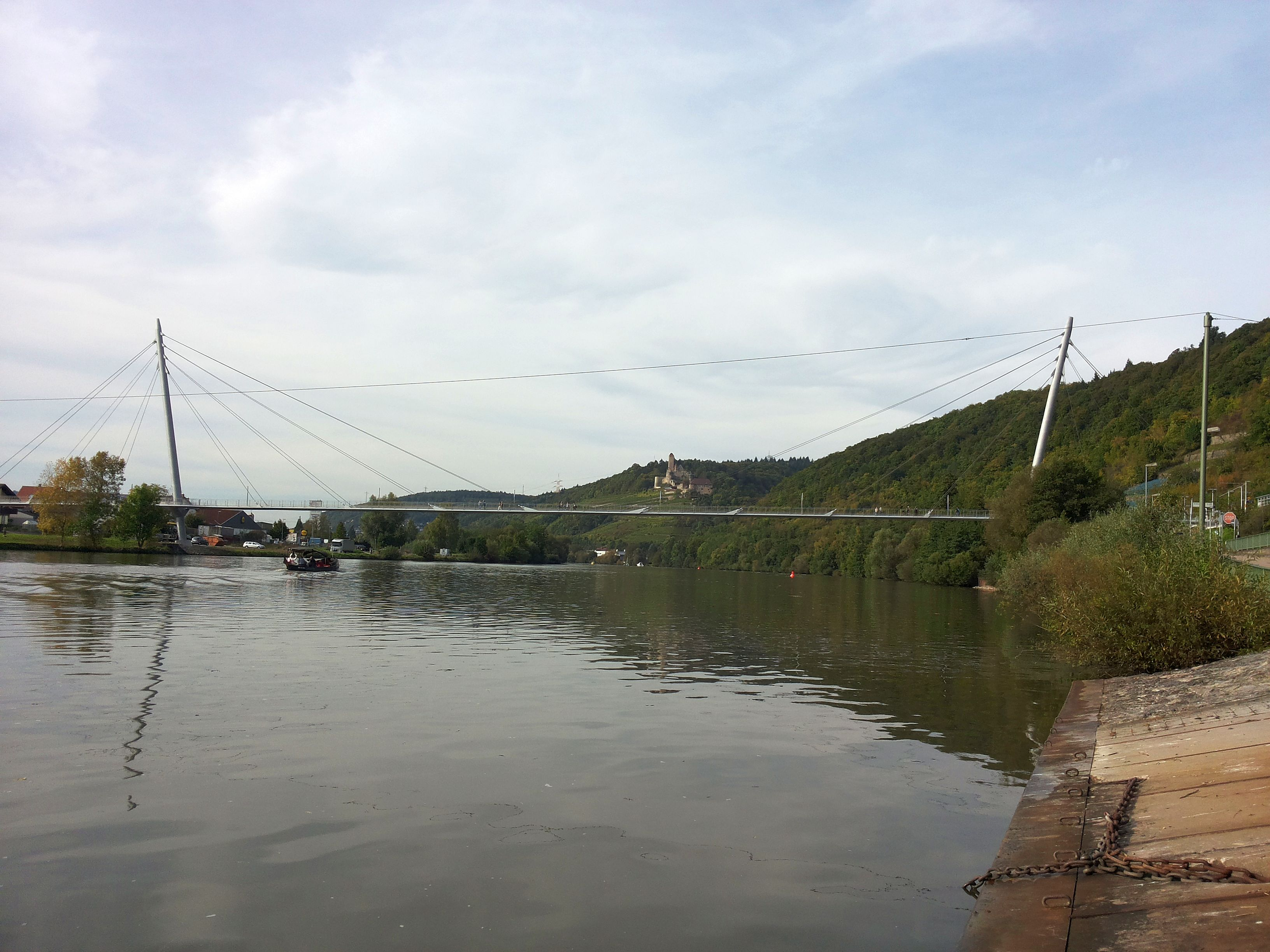
Neckarsteg Haßmersheim, fertiggestellt im September 2014

- Das historische Alte Rathaus in der Ortsmitte wurde 1998 mit neuem Ortsbrunnen versehen. Das Neue Rathaus wurde 1939 erbaut. Hinter ihm befindet sich die Turn- und Festhalle der Gemeinde.
- Die Evangelische Kirche datiert von 1829. Sie wurde nach dem Zusammenschluss der lutherischen und der reformierten Gemeinde errichtet.
- Die Katholische Kirche St. Dionysius wurde 1882 an der Stelle von älteren Vorgängerbauten errichtet. An der katholischen Kirche sind historische Hochwassermarken zu sehen. Das Katholische Pfarramt wurde 1756 vom Deutschen Orden errichtet, die zugehörige Scheune 1802.
- Friedrichsschule von 1902, benannt nach dem badischen Großherzog Friedrich, der im Baujahr sein 50-jähriges Amtsjubiläum beging. Neben dem Schulhaus befindet sich das Schiffermuseum im ehemals evangelischen Schulgebäude.
- Ehrenmal mit Gedenksteinen für die Toten beider Weltkriege
- Die Alte Mälzerei, die sich mitsamt ihren Nebengebäuden durch Erker, Balkone, Gaupen und Zinnen burgartig darstellt, stammt aus der Zeit des Ersten Weltkrieges. Das Gebäude wurde in der Zeit vom 20. April 1917 bis 4. Dezember 1918 als Silogebäude der BASF im Zusammenhang mit dem Reichsschwefelwerk in Haßmersheim errichtet.[23]
- Fähre Haßmersheim (zunächst Gierfähre bis zur Neckarkanalisation, seitdem Kettenfähre beziehungsweise Oberleitungsfähre) zu der Bahnhaltestelle Haßmersheim auf der anderen Neckarseite (im September 2014 zugunsten einer neuen Brücke eingestellt)
- Das Zementwerk in Haßmersheim wurde zwischen 1958 und 1960 durch die Fa. Bücker-Flürenbrock AG errichtet.
- Burg Guttenberg mit Burgmuseum und Raubvögelvolieren im Ortsteil Neckarmühlbach
- Der Neckarsteg Haßmersheim ist eine 222 m lange Schrägkabelbrücke mit Stahlverbundquerschnitt, welche den Zughaltepunkt auf der anderen Neckarseite für Fußgänger und Radfahrer von Haßmersheim aus erreichbar macht. Kraftfahrzeuge dürfen die Brücke nicht befahren. Mit Fertigstellung der Brücke wurde der Fährbetrieb gänzlich eingestellt.

## Persönlichkeiten

### Ehrenbürger
- Karl Heuß (* 12. Januar 1828 in Haßmersheim; † 9. Juli 1908 in Mannheim), Ehrenbürger in Haßmersheim gemäß Gemeinderatsbeschluss vom 25. Juli 1903, anlässlich seiner goldenen Hochzeit, Bürgermeister von Haßmersheim 1888-1890, Großonkel von Bundespräsident Theodor Heuss.
- Heinrich Witter (* 28. Dezember 1845 in Haßmersheim; † 12. Februar 1924 ebd.), Ehrenbürger in Haßmersheim gemäß Gemeinderatsbeschluss vom 25. Mai 1923, anlässlich der Amtseinführung seines Nachfolgers als Bürgermeister von Haßmersheim, nachdem er dieses Amt 33 Jahre lang innegehabt hatte.[24] Darüber hinaus wurde später die Bgm.-Witter-Straße nach ihm benannt.[25]

### Söhne und Töchter der Gemeinde
- Otto Dietrich von Gemmingen (1647–1695), Adeliger und Grundherr
- Johann Dietrich von Gemmingen (1676–1757), Reichsritter und Direktor des Ritterkantons Kraichgau
- Johann Dietrich von Gemmingen (1744–1805), Oberst und Kammerherr
- Georg Adam Kühnle (1796–1863), Industrieller, Gründer der Maschinenbaufirma Kühnle, Kopp & Kausch in Frankenthal (Pfalz).
- Friedrich Heuß (1804–1870), Schiffer, Fabrikant und aktiv in der 1848er-Revolution, Beiname Neckarnapoleon
- Wilhelm Bader sen. (1846–1927), Orgelbauer
- Pius Lipp (1883–1952), Heimatmaler[26]
- Emma Zimmer (1888–1948), KZ-Aufseherin in mehreren Konzentrationslagern
- Lydia Pfeifer (1894–1940), Lehrerstochter, lebte vor ihrer Ermordung in der Tötungsanstalt Grafeneck im Rahmen der Krankenmorde in der Zeit des Nationalsozialismus im Epilepsiezentrum Kork, wo ein Wohnhaus und ein Weg nach ihr benannt sind.[27]
- Erich Otto Kühn (1902–1979), ev. Pfarrer und Gründer der Neckarauer Liebeswerke
- Heinrich Riehm (1927–2020), ev. Pfarrer, Hymnologe und Liturgiker, war maßgeblich an der Entstehung der badischen Ausgabe des Evangelischen Gesangbuchs beteiligt[28]

### Sonstige mit Haßmersheim verbundene Personen
- Franz Xaver Stocker (1809–1875), Arzt und Revolutionär in der badischen Revolution von 1848/49, praktizierte ab 1846 mit Unterbrechungen über ein Jahrzehnt als Arzt in Haßmersheim
- Gabriele von Gemmingen-Guttenberg (* 1935), Politikerin (CDU), lebt seit 1961 auf Burg Guttenberg
- Susanne Stephan (* 1963), Schriftstellerin, ist in Haßmersheim aufgewachsen
- Die Familie von Theodor Heuss (1884–1963), dem ersten Bundespräsidenten der Bundesrepublik Deutschland, stammt aus Haßmersheim.